# 電荷密度波
電荷密度波（でんかみつどは、英: charge density wave、略称: CDW）とは、物質内部の歪の波と電流を運ぶ電子の密度変化の波（粗密波）が同じ波長で一体となったものをいう。
電流が一つの方向に流れやすいという性質を持つ「1次元性導体」の「1次元電子系」に特徴的な電子状態の一つである。ある温度（後述）以下では、1次元電子系はひとつの秩序状態として1次元方向に長く伸びたCDWを作る。
具体的には、電流を担う多数の電子がそれぞれ自由に運動するのではなく、集団として電子密度の粗密波を作る。
原子・分子は規則的に配列し導体物質の結晶格子を構成しているが、電子系との相互作用の結果、この結晶格子に電子密度の波と同じ波長の歪の波が生じる。電子密度の波と格子歪の波が一体となった混成波状態がCDWである。このときの波長は、後述するように電子の密度で決まる。

## 電荷密度波の特徴
CDWの最も特徴的なことは、導体物質の中で任意の速さで1次元伝導の方向に抵抗なく滑って動けることであり、”理想的な条件”（後述）のもとではCDWは抵抗を受けることなく電気伝導を担う。
ただし、CDWによるこの抵抗のない電気伝導は超伝導とは全く異なる状態である。（超伝導のBCS理論が確立する前に、ヘルベルト・フレーリッヒ（Fröhlich） がこのCDWの並進運動を超伝導メカニズムとして提唱したので、「Fröhlich 超伝導」という言葉も知られている。）
また、現実の物質内部ではこの”理想的条件”が満たされることはないが、CDWの状態には物性物理としてさまざまな性質が見られる。

## 電荷密度波の発見
CDWが生じうることは、1955年にパイエルスが著書の中でビスマスの電子状態を説明するために言及している。　
1970年代になって、CDWは数種類の1次元性をもつ導体で発見されてそのふるまいが実験的・理論的に明らかにされ、物性物理学の概念として確立された。
研究の初期に調べられた1次元性導体の例としては、物質の中で白金原子が1次元の鎖状に並んだ構造を持つ白金鎖状錯体K2Pt[CN]4Cl・nH2O、TCNQと略称される平板状の有機分子が重なったTCNQ分子柱と、同様にTTFと呼ばれる分子の分子柱とが平行に並んだ構造を持つ有機導体TTF-TCNQ、タンタル原子の1次元鎖の周りを硫黄原子が囲んで3角柱を作り、それが束になった構造の1次元性導体TaS3などがある。

## 電荷密度波の発生：パイエルス転移
CDWはある温度以下で生じる。
直観的には、電子と格子の相互作用でCDWが生じるのは、そうなったほうが系の全エネルギーが減少する（得をする）からだと考えられる。
これを詳しく理解するには、量子力学に基づく「バンド電子論」が必要になるが、その結論は簡単である。まず、格子に任意の波長の歪ができると、格子には本来の周期性のほかに新たな周期が生まれる。この新たな格子周期が、その中に2個の電子を含むようなものであれば、電子系は金属状態ではなく絶縁体状態になる。このとき格子系にはひずみエネルギーが生じるが、電子系のエネルギーは絶縁体化することによって減少する。1次元電子系であれば、この電子系のエネルギーの減少は著しく、格子系のひずみエネルギーを打ち消して余りある。
したがって、CDWが発生することによって全エネルギーは減少する。熱エネルギーはこの効果を乱す作用をするが、ある温度以下の低温域では、その物質には自発的にCDWが発生し、電気的には絶縁体状態となる。このメカニズムによる金属−絶縁体相転移を「パイエルス転移」という。CDWの波長は、1波長の中に2個の電子が含まれるようなものであるから、波長は電子密度で決まることになる。

## 電荷密度波の整合性ロッキングと不純物ピン止め
絶縁体になった状態でCDWの並進運動が生じるための”理想的条件”とは、まず物質中に構造の乱れや不純物がないこと、次には、CDWの波長が物質の結晶構造の周期つまり格子定数と”整合”せず、”不整合”になっていることである。
物質の構造乱れや不純物があると、CDWはそれらに引っかかって動けないが、エントロピーの観点からわかるように不純物や乱れはゼロにはならない。CDWの並進運動がこれらによって妨げられることをCDWの「不純物ピン止め」という。”整合”とは、CDWの波長と結晶の格子定数の比が有理数となることであり、これが無理数の場合を”不整合”という。現実の物質では、整合であっても比が2：1、3：2のような簡単な整数比でない場合は、不整合の場合に該当する現象が起こりうる。整合性によってCDWが並進運動をできなくなることを、CDWの”整合性ロッキング”という。
不純物ピン止めや整合性ロッキングのエネルギーは有限なので、物質の1次元軸方向にしきい値以上の強い電場を加えると、CDWはピン止めやロッキングを振り切って並進し、電子集団が電流を運ぶ。つまり、”しきい電場”以下では物質は絶縁体だが、それを超えると電流が流れ始める。

## ２次元性導体の電荷密度波
一つの面の中で電子が自由に運動する性質を持つ２次元性導体でも、CDWとその性質が調べられている。
2次元でもCDWが生じるには条件がある。それはバンド電子論でいう「フェルミ面」が円や楕円のような単純な形ではなく、ある方向には1次元系に似た性質が期待される場合である。 例えば、上で述べたTaS3と構造的には同型のNbSe3のほか、構造的にも２次元性をもつTaS2、NbSe2などがある。NbSe3では温度の降下とともにCDWが2度生じるが、絶縁体にはならずに金属性が回復し、極低温では超伝導も生じる。いずれにしても、CDWは基本的に電子系の1次元性がもたらすものだといえる。
以上の説明では、伝導電子間のクーロン斥力を無視している。金属性が高い導体ではそれで良いことがわかっているが、電子密度が低いとクーロン斥力が無視できなくなり、系にはCDWに代わってスピン密度波（spin density wave；SDW）が生じる。 SDWの性質と起因も実験的・理論的に解明されている。SDWもCDWと同様に、理想的条件のもとでは抵抗なく電流を運ぶことができる。SDWの起因はCDWと同様に電子系の1次元性にあるが、電子のスピンの役割が重要になることが特徴である。

## フレーリッヒの超伝導モデル
1954年、ヘルベルト・フレーリッヒは電子系と波数ベクトル Q = 2kF のフォノンが相互作用する結果、ある転移温度以下で ±kF にエネルギーギャップが開くという微視的理論を提唱した。それより高温側では擬一次元導体は金属的であり、そのフェルミ面は±kF においてチェイン軸と直交する平面である。フェルミ面付近の電子は Q = 2kF の「ネスティング」波数を持つフォノンと強くカップルし、電子フォノン相互作用の結果として 2kF モードのフォノンはソフト化する。温度の低下とともに 2kF フォノンモードの振動数は減少していき、最終的にパイエルス転移温度でゼロに達する。フォノンはボゾンであるからこのモードの占有数は巨大なものになり、定常的な周期格子ひずみとして発現する。同時に電子電荷のCDWが形成され、 ±kF にパイエルスギャップが開く。その後の伝導機構は熱励起型であり、凝縮に加わっていない常伝導電子がパイエルスギャップを熱的に越えることで伝導が行われる。
CDWと格子との位置関係は電荷密度変調 ρ0 + ρ1 cos[2kFx - φ] における位相 φ で表されるが、CDW波長が下地の結晶格子とインコメンシュレートな場合（CDW波長が格子定数の整数倍ではない場合）には安定な位置関係というものが存在しない。そこでフレーリッヒはCDWが格子上を自由に動くことができると考えた。のみならず、 運動量空間中でパイエルスギャップがフェルミの海全体とともに変位して波数分布が非対称となるため、dφ / dt に比例する正味の電流が生じるだろうと。しかしながら、以下の節で論じるように、インコメンシュレートなCDWも不純物によってピン止めされるため動くことはできない。また超伝導と異なり、CDWの伝導は常伝導電子との相互作用によって散逸的なものになる。

## 擬二次元層状物質におけるCDW
層状構造を持つ遷移金属ジカルコゲン化物など、いくつかの擬二次元系はパイエルス転移を起こして擬二次元CDWを形成する。擬二次元CDWは複数のネスティングベクトルから生じ、それぞれのネスティングベクトルはフェルミ面上の異なる平坦な領域をつないでいる。電荷密度変調は六方対称なハチの巣格子もしくは碁盤目状のパターンを取る。2012年には、YBCOのような層状構造を持つ銅酸化物高温超伝導体において複数の競合する前駆的CDW相が存在することが示された。

## 鎖状化合物におけるCDW伝導
擬一次元導体に関する初期の研究を刺激したのは、ある種の鎖状高分子が高い超伝導臨界温度 Tc を持つという1964年の予言である。その根拠となるのは、隣り合う分子鎖にそれぞれ属する伝導電子と非伝導電子とが相互作用して超伝導BCS理論でいう電子のペアリングを引き起こすというアイディアであった。これに対し、従来型超伝導で電子ペアリングを引き起こすのはフォノン、すなわちイオンの振動である。重いイオンの代わりに軽い電子がクーパー対を作るのだから、特性振動数、ひいてはエネルギースケールと Tc が増大すると予測されたのである。この観点から1970年代にはTTF-TCNQのような有機物質が実験・理論両面から研究された。しかしその結果判明したのは、これらの物質が超伝導転移ではなく金属-絶縁体転移を起こすということである。後にこれらはパイエルス転移の最初の観測例だということで決着がついた。
遷移金属トリカルコゲン化物などの無機鎖状化合物でCDW伝導が起きることを1976年に実証したのはMonceauらである。彼らはNbSe3に強い電場 E をかけると電気伝導度 σ が上昇することを発見した。この σ の E に対する非線形性をランダウ＝ツェナートンネリングの特性式 ～exp(-E0/E) （ランダウ＝ツェナーの公式を見よ）でフィッティングする試みがなされたが、常伝導電子がパイエルスギャップを乗り越えてツェナートンネルを行っていると見るには「ツェナー電場」 E0 の実測値があまりにも小さすぎた。続く実験ではシャープなしきい電場の存在が示された。またノイズスペクトルにピーク（狭帯域ノイズ）が現れ、その振動数はCDW電流に比例していた。これらの実験など（一例は）から、電場がしきい値を超えるとCDWが集団的に電流を担うこと、その電流が間欠的であることが確かめられた。

## CDWピン止めの古典論モデル
CDW波長 λCDW = π / kF が格子定数に対してコメンシュレート（整数比となる）である場合、負電荷を持ったCDWの山の位置が正電荷を持った格子位置と全域で重なり合うため、CDWは容易に動くことはできない。これに対し、CDWの伝導が起きうる鎖状化合物では λCDW が格子定数に対してインコメンシュレート（整数比ではない）である。そのような物質では、不純物がCDWを「ピン止め（ピニング）」することでCDWの位相 φ に対する並進対称性が破られている。もっとも単純なモデルではピン止めを u(φ) = u0[1 - cosφ] の関数形を持つサイン-ゴードンポテンシャルとして扱う。この周期ポテンシャルは形状から洗濯板ポテンシャルとも呼ばれる。電場はポテンシャル全体を傾けるように作用する。傾きを大きくしていき、位相がポテンシャル障壁を乗り越えて滑り出したときピン止めが外れた（デピニング）と考え、その電場を古典論的なしきい電場とする。このモデルは交流電場に対するCDWの応答を表すものでもあるため、過減衰振動子モデルと呼ばれている。以上の描像はCDW電流に対する狭帯域ノイズのスケーリングを上手く説明する 。
しかしながら、そのような不純物は結晶全域にランダムに配置されているため、より現実的にはCDW位相 φ の最適値が局所的に変動することを踏まえてサイン-ゴードン描像に無秩序ポテンシャルを導入しなければならない。その実例が福山-Lee-Rice（FLR）モデルで、CDWは φ の空間勾配で表される弾性エネルギーとピン止めエネルギーの和を最小化するように最適な位相配置を取る。FLRから導かれる二つの極限のうち、「弱いピン止め」は正味の電荷を持たない不純物などに相当するもので、位相は複数の不純物が含まれるほど長い距離にわたってゆっくり変化する。このときデピニング電場は ni2 （ ni は不純物密度）に比例する。もう一方の「強いピン止め」では個々の不純物がCDW位相を局所的に変化させるだけの強さを持ち、デピニング電場は ni に対して線形である。FLRとは異なるアプローチとしてランダムな不純物分布を取り入れた数値シミュレーション（ランダムピン止めモデル）などもある。

## CDW伝導の量子的モデル
初期の量子的モデルには、真木和美によるソリトン対生成モデルや、凝縮されたCDW電子がパイエルスギャップではなく kF に固定された小さいピン止めギャップをコヒーレントにトンネルするというバーディーンの提案などがある。しかし真木の説ではシャープなしきい電場を説明できず、バーディーンの説はしきい電場に対し現象論的な解釈を与えるにとどまった。そのさなか、KriveとRozhavskyは1985年の論文において、電荷 ±q を持つソリトンと反ソリトンが対生成すると q / ε に比例する内部電場 E* が発生することを指摘した。静電エネルギー 1/2 ε (E ± E*)2 があることにより、しきい電場 ET ＝ E* / 2 以下の印加電圧においてはソリトンはエネルギー保存則を破らずにトンネルすることができない。このクーロンブロッケードしきい電場は古典的なデピニング電場よりはるかに小さく、CDWの分極率と誘電応答 ε がピン止め強さに反比例するため不純物密度と同じスケール性を持つ 。
上記の描像ならびに時間相関を持ったソリトントンネリングについての論文（2000年）を背景に、より新しい量子的モデルが唱えられた。それによると、多数の平行分子鎖上に荷電ソリトン転位のドロップレットが核生成し、それらの複素秩序パラメータの間にジョセフソン的なカップリングが成立する。『ファインマン物理学』III-21にならうと、秩序パラメータの時間発展はシュレディンガー方程式を創発的な古典論的方程式として書き直したもの で記述される。狭帯域ノイズ関連の現象は帯電エネルギーの周期的な充放電に起因するためポテンシャルの詳細な形状には依存しない。以上のモデルからソリトン対生成のしきい電場ならびにより強い古典的デピニング電場の両者が導かれる。アンダーソンの論じるところでは、このモデルはCDWをネバネバした量子液体もしくは転位を含む量子固体として扱うものである。

## アハラノフ＝ボームの量子干渉効果
CDWにおけるアハラノフ＝ボーム効果の存在は1997年の論文で初めて報告された。NbSe3に円筒状の穴を多数空けて磁束を通すと、磁束に対してCDW伝導度（常伝導成分を除く）が周期 h / 2e で振動するというものである。2012年の論文をはじめとする後の実験では、直径85 μmのリング状TaS3を用い、77 K以上の温度で周期 h / 2e の振動を観察した。この振る舞いは超伝導量子干渉計と類似のもので、CDW電子の伝導が本質的に量子性を持つことの証拠となった